# Межеумок (судно)

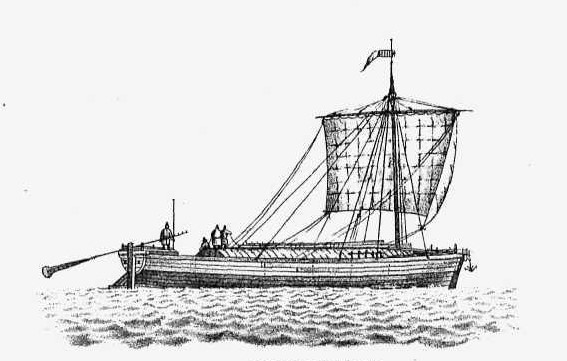
Изображение межеумка из книги чертежей и рисунков, составленных П. А. Богославским к книге о купеческом судостроении в России

Межеумок — разновидность речных полупалубных несамоходных транспортно-грузовых судов, которые были широко распространены в Российской империи до конца XIX века.

## Конструкция
Как правило, межеумки сооружались из дерева, их нередко считают разновидностью барок. Конструкция такого судна была очень прочной и имела дополнительную внутреннюю обшивку, которая фиксировалась на элементах судового набора с помощью деревянных нагелей. По оконечностям корпуса возводилась палуба, верхняя часть трюма прикрывалась крышей, а верхняя часть бортов усиливалась нарубнями. Грузоподъёмность межеумка достигала 160—270 тонн при длине 25—30 метров.